# Canción de Armuris

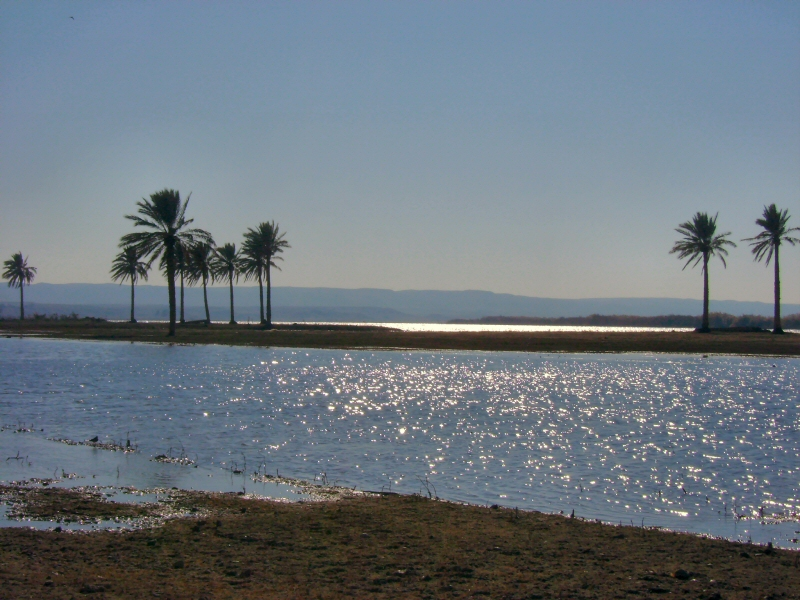
Vista del río Éufrates desde Irak

Canción de Armuris es un poema corto de la literatura épica bizantina de cerca del siglo IX, de autor desconocido. Fue escrito en una época de entusiasmo y optimismo para los habitantes de los confines orientales del Imperio Bizantino, como revela el primer verso: "Hoy otro es el cielo, hoy otro es el día"
Argumento

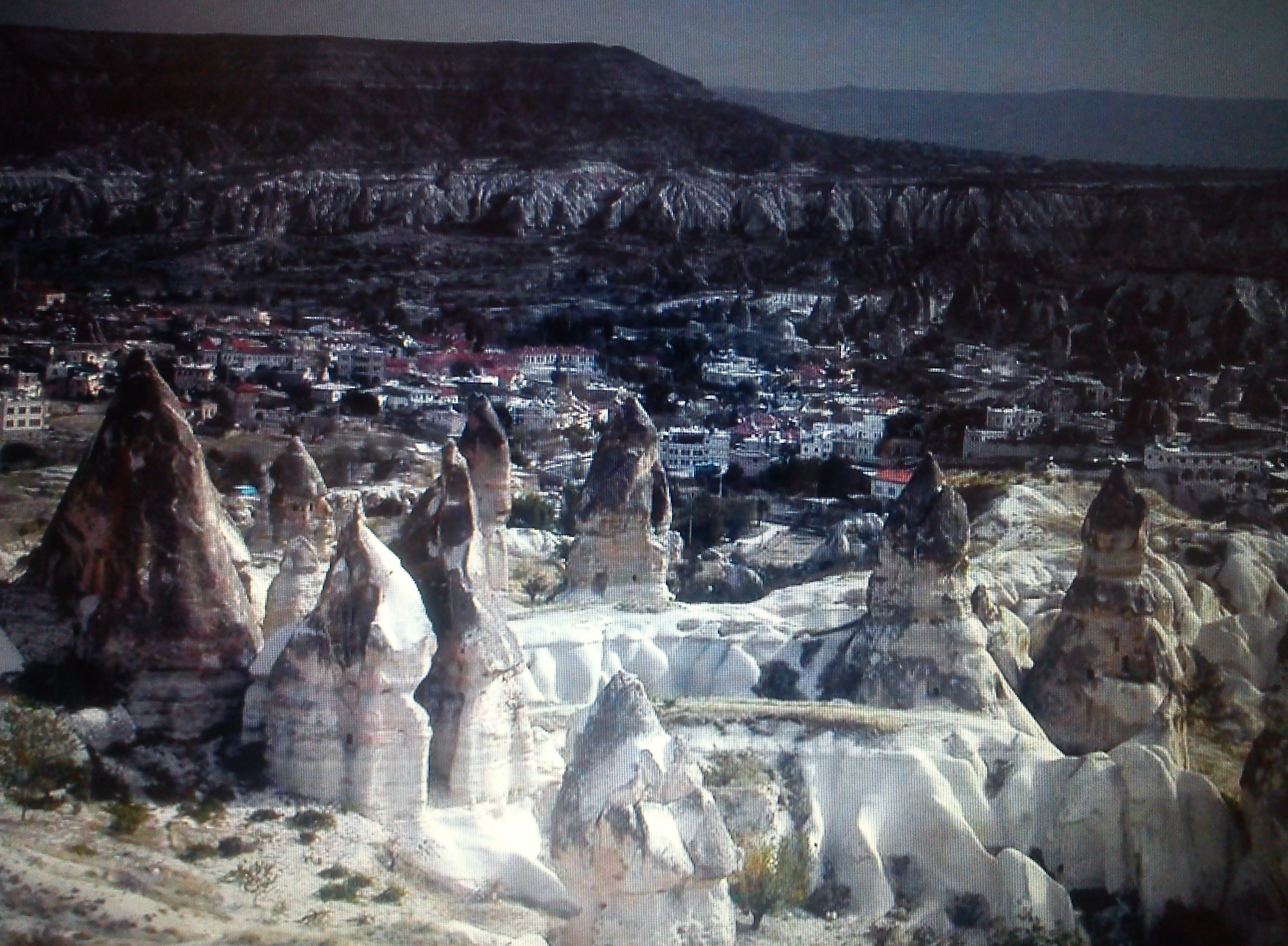
Vista de la región turca de Capadocia.

El pequeño Armuris -también llamado Arestis y Armurópulo- sale en busca de su padre con su maza y su corcel. Tras cruzar el Río Éufrates, ataca a un grupo de sarracenos, en quien logra una gran matanza. Sin embargo, un sarraceno le roba el corcel y la maza, pero Armuris le da alcance y, acto seguido, le corta la mano. El padre de Armuris ve con desconsuelo su corcel y el Emir de Siria, el cual lo tiene prisionero, envía soldados en su búsqueda. El sarraceno ladrón relata las proezas de Armuris y el padre le escribe a su hijo para pedirle piedad por los sarracenos. Armuris contesta que está dispuesto a caer con toda furia sobre Siria, a lo cual el Emir responde ofreciéndole a su hija en matrimonio. 